# 영동대로
영동대로(永東大路, Yeongdong-daero)는 서울특별시 강남구 청담동 영동대교 북단에서 일원동 일원터널 입구를 잇는 왕복 10 ~ 14차선 도로이다. 전 구간이 국도 제47호선 및 국가지원지방도 제23호선에 해당한다. 삼성역에서 봉은사역 사이 구간은 무역대로(World Trade Boulevard)라는 명예 도로명으로 불린다.

## 역사
- 1972년 11월 26일 : 영동6로로 정해졌다.
- 1976년 6월 26일 : 영동6로에서 영동대로 (영동대교 남단 - 일원터널 입구, 4.6 km)로 변경되었다.
- 2017년 10월 20일 : 강남권 (영동대로) 광역복합환승센터 국제지명초청 설계공모가 있었고, 정림건축종합건축사사무소 와 DPA(도미니크 페로)+공간건축+유신(토목)+태조(철도)가 당선되었다.
- 2021년 6월 ~ 2028년 4월: 영동대로 지하복합공간 공사로 인한 교통통제 시작

## 구간
서울특별시 강남구
(← 서울특별시 광진구) - 영동대교 북단 - 영동대교 남단 - 청담역 - 경기고등학교 - 서울 코엑스 컨벤션 센터 - 삼성역 - 휘문고등학교 - 학여울역 - 영동6교 - 대모산입구역 - 일원터널 입구

## 행사
- 2010년 FIFA 월드컵
- 2014년 FIFA 월드컵
- 2018년 FIFA 월드컵
- 강남페스티벌 영동대로 K팝 콘서트
- 영동대로 Countdown (코엑스 야외 광장) - 매년 12월 31일[2] (현대자동차 주관)

## 사진

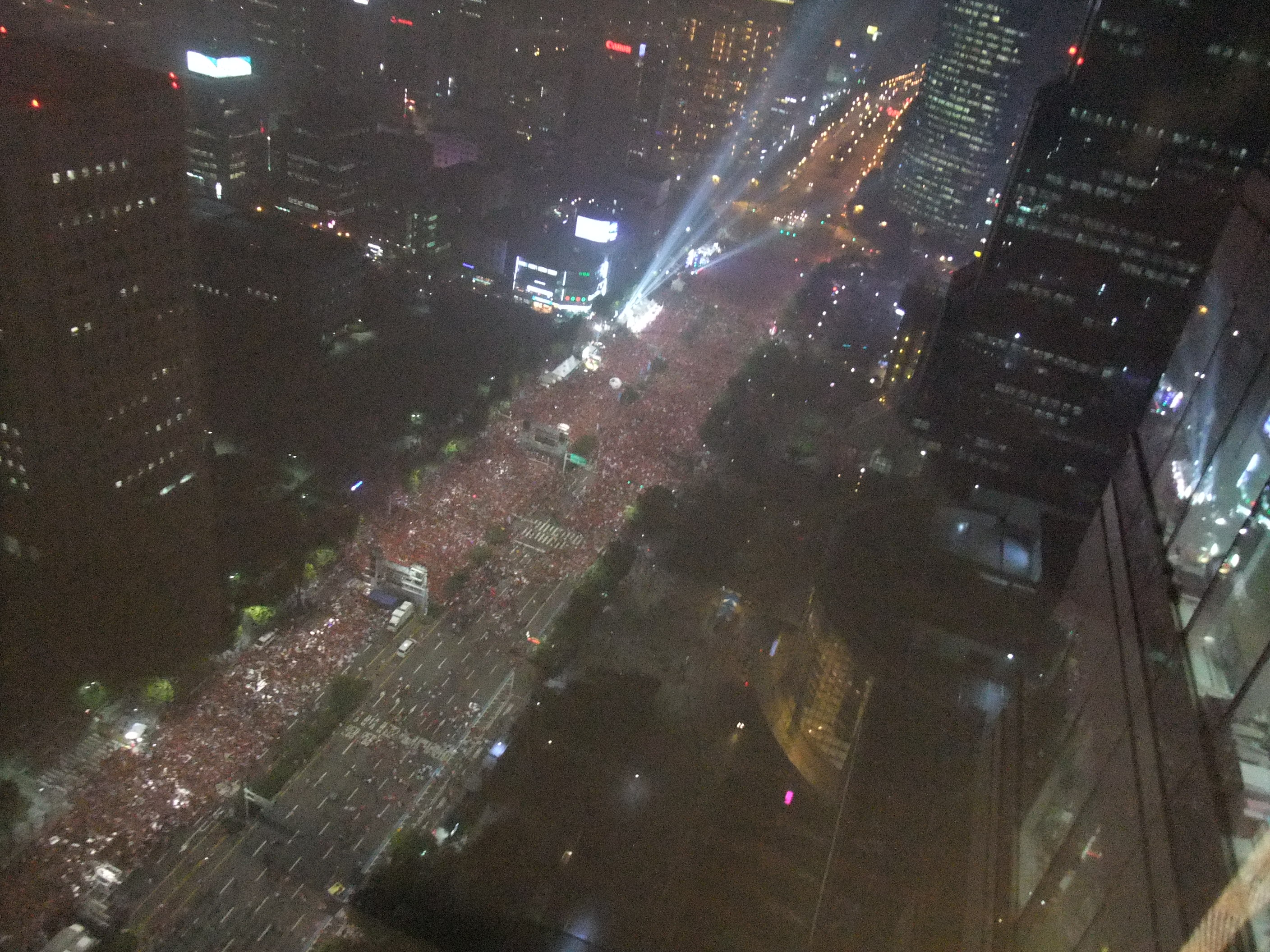
2010년 FIFA 월드컵 거리응원. 2010년 6월 17일.
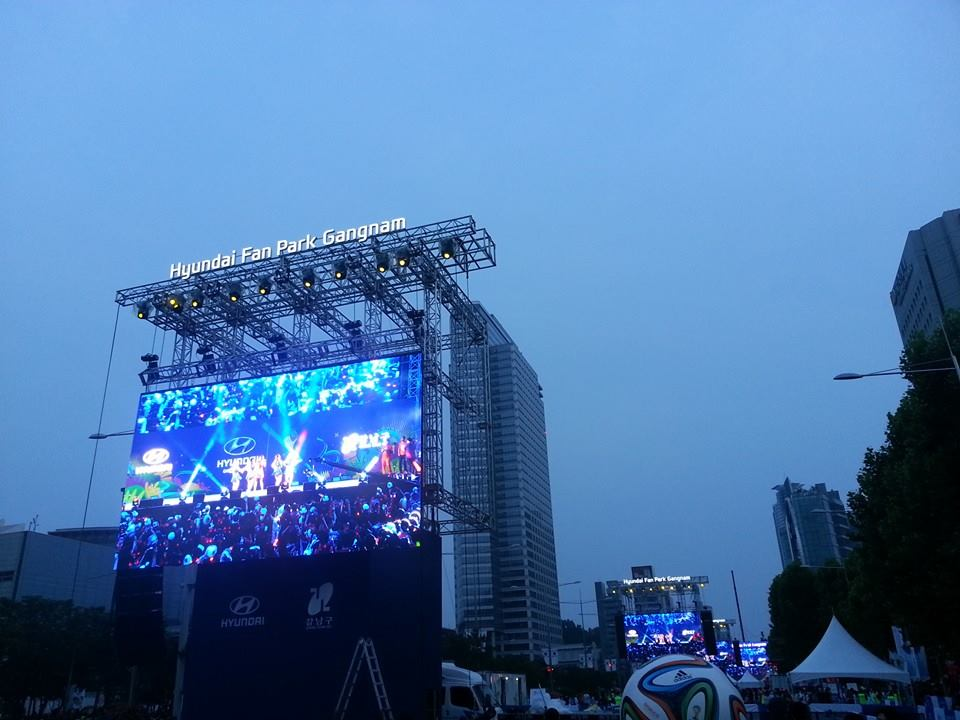
2014년 6월 14일 새벽의 현대 팬파크 강남의 대형 스크린들
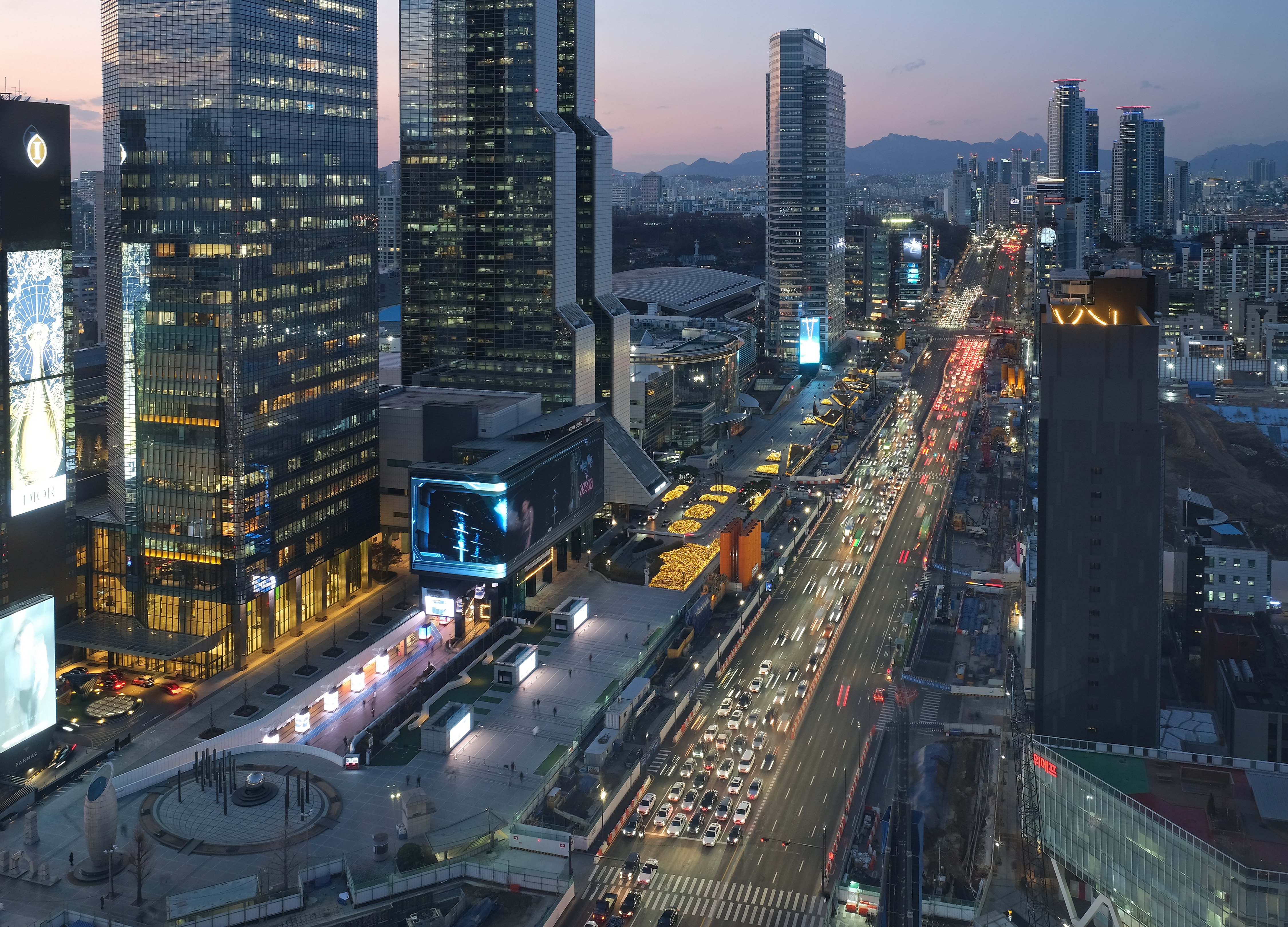
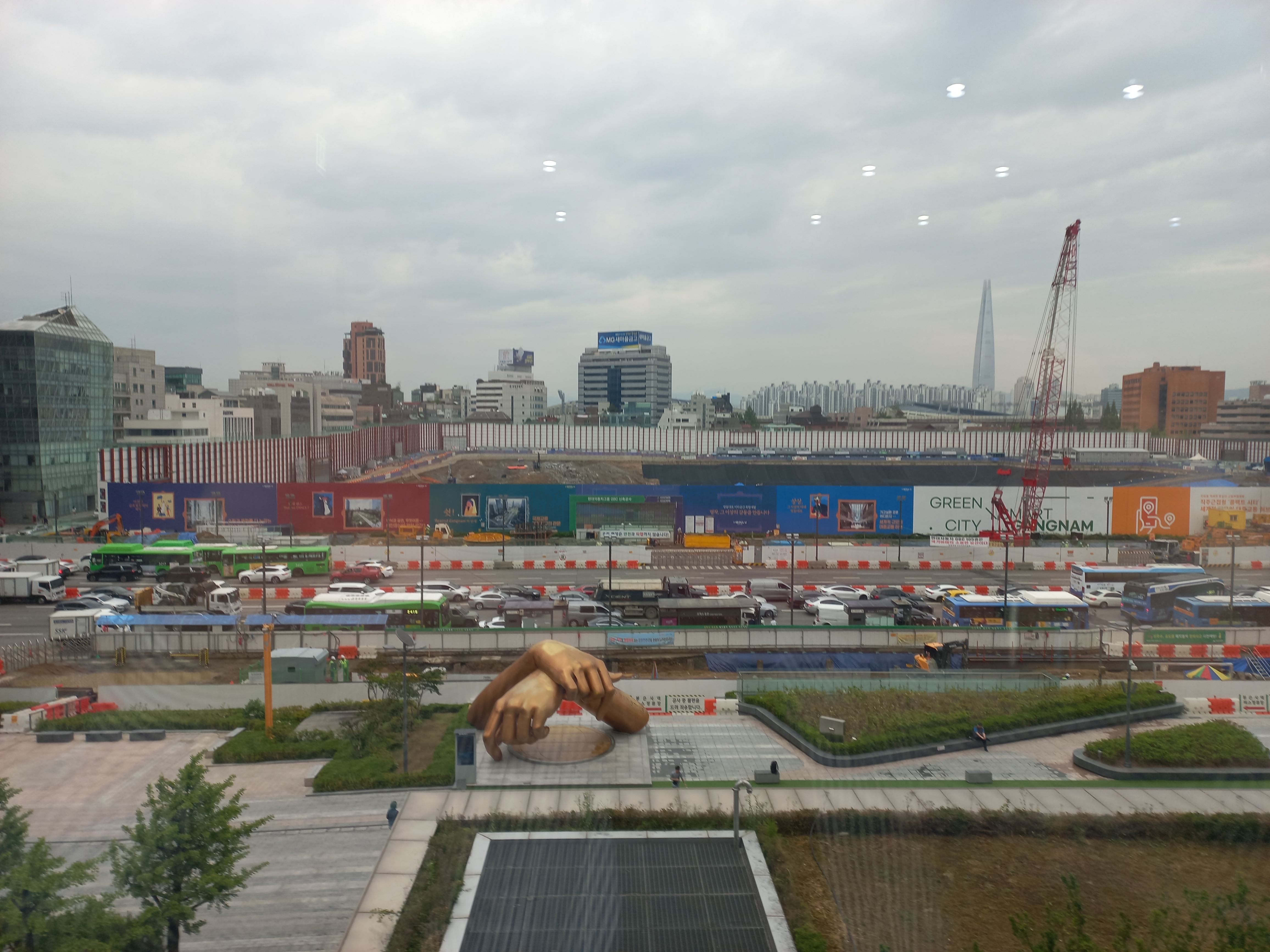
2023년 5월
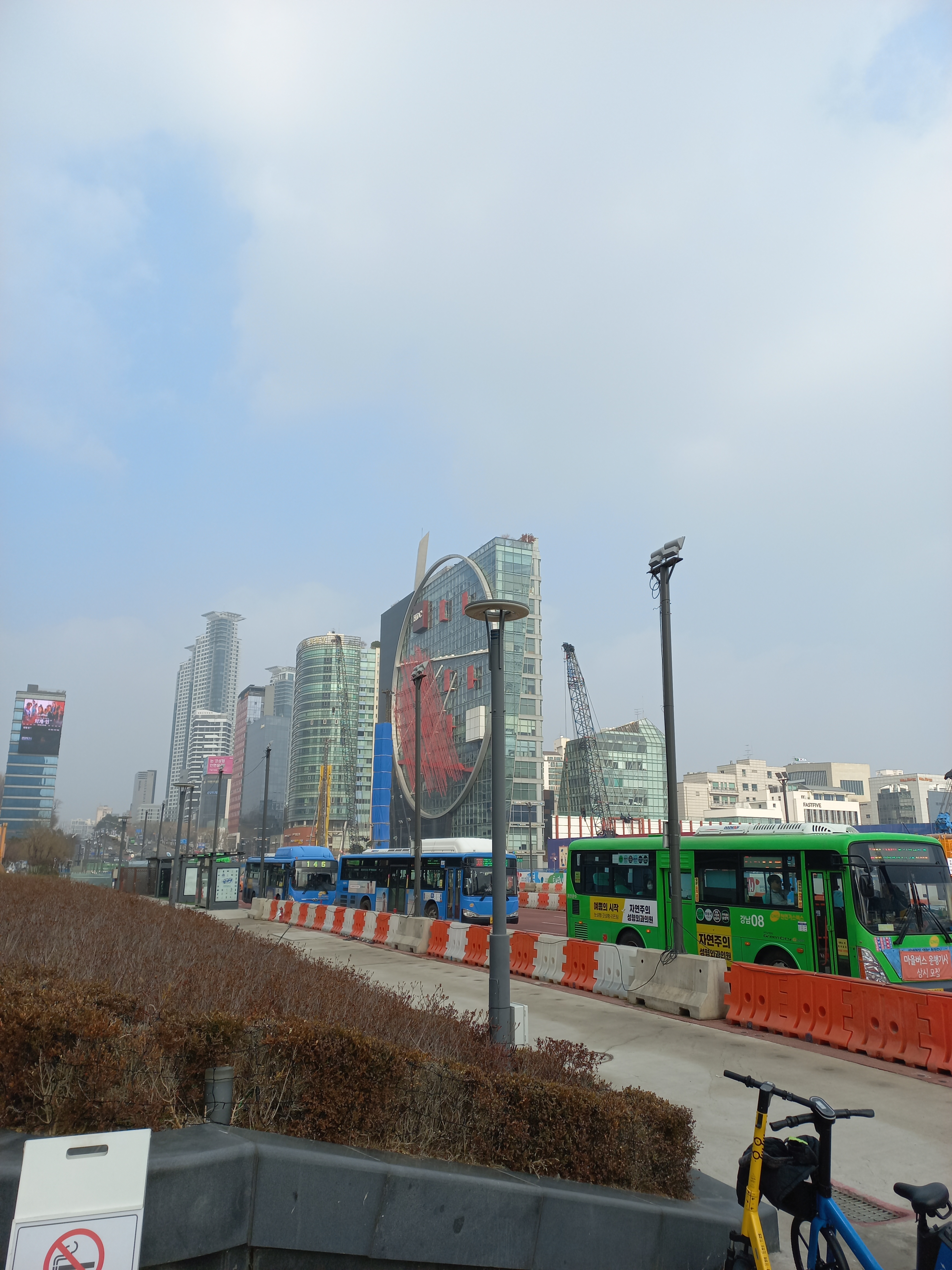
2024년 1월